# Poa spania
Poa spania är en gräsart som beskrevs av Elizabeth Edgar och Brian Peter John Molloy. Poa spania ingår i släktet gröen, och familjen gräs. Inga underarter finns listade i Catalogue of Life.